# Can (formație)
Can a fost o trupă de rock experimental formată în Germania de Vest în 1968. Fiind una dintre primele formații "krautrock", ei au respins influențele americane pentru a adopta elemente minimaliste în muzica lor psihedelică. 
Muzica celor de la Can se baza în mare parte pe improvizații. Au avut succes comercial redus cu single-uri ca Spoon și I Want More, care au ajuns în clasamentele din Germania. Cu toate acestea prin albume ca Tago Mago (1971) și Ege Bamyasi (1972) , grupul a avut o influență majoră în genuri muzicale ca avangarda, experimentală, underground, ambientală, new wave și muzică electronică.

## Discografie

### Albume de studio
- Monster Movie (1969)
- Soundtracks (1970)
- Tago Mago (1971)
- Ege Bamyasi (1972)
- Future Days (1973)
- Soon Over Babaluma (1974)
- Landed (1975)
- Flow Motion (1976)
- Saw Delight (1977)
- Out of Reach (1978)
- Can (1979)
- Rite Time (1989)

### Compilații și albume live
- Limited Edition (1974)
- Unlimited Edition (1976)
- Opener (1976)
- Cannibalism (1978)
- Delay 1968 (1981)
- Incandescence (1983)
- Cannibalism 2 (1992)
- Anthology (1993)
- Cannibalism 3 (1993)
- Peel Sessions (1995)
- Sacrilege (1997)
- Can Live (1999)

### Soundtrackuri
- Kama Sutra (1968)
- Ein Goßer graublauer Vogel (1969)
- Creem (1970)
- Deadlock (1970)
- Deep End (1970)
- Tatort - Tote Taube in der Beethovenstraße (1972)
- Alice in den Städten (1973)
- Until The End of The World (1991)
- Morvern Callar (2002)

## Membri
- Holger Czukay - chitară bas , inginer de sunet (1968-1977 , 1986-1991)
- Michael Karoli - chitară , voce , vioară (1968-1979 , 1986-1991)
- Jaki Liebezeit - tobe , percuție (1968-1979 , 1986-1991)
- Irmin Schmidt - claviaturi , voce (1968-1979 , 1986-1991)
- Malcolm Mooney - voce (1968-1969 , 1986-1991)
- Damo Suzuki - voce (1970-1973)
- Rosko Gee - bas , voce (1977-1979)
- Rebop Kwaku Baah - percuție , voce (1977-1979)